# Achamot
Achamot, ett gnostiskt/teosofiskt begrepp, som Stagnelius nyttjade i betydelsen "materiens idé, den ursprungliga synden, demiurgens moder".
I den ofitiska gnosticismen, som upptog influenser från kaldeisk astrologi, och därmed de assyrisk-babyloniska kosmologiska myterna, var Achamot visheten, framkommen genom emanationer från urväsendet, Bythos. Achamot, ett ofullkomligt kvinnligt ljusväsen, som störtade sig i kaos’ dunkla ocean för att grunda sig en egen värld.